# 콜럼버스 크루
콜럼버스 크루(Columbus Crew)는 메이저 리그 사커에 소속된 미국의 프로축구단으로 오하이오주 콜럼버스를 연고지로 하고 있으며 축구 전용구장인 로우어닷컴 필드를 홈구장으로 사용하고 있다.

## 역사
1996년에 창단된 메이저 리그 사커 원년 클럽 가운데 하나이며 클럽 명칭에서 "크루(Crew)"는 지역 주민들이 공모하여 붙여진 이름이다.

## 우승 기록
- MLS컵 (1회): 2008
- US 오픈컵 (1회): 2002
- MLS 서포터스 실드 (3회): 2004, 2008, 2009

## 선수단

### 현재 소속 선수 명단
참고: FIFA 자격 규정에 따라 소속된 국가대표팀 국기를 표시합니다. 선수는 복수의 FIFA 비회원국 국적을 가지고 있을 수 있습니다.
| 번호 | 포지션 | 국적     | 이름             |
| ---- | ------ | -------- | ---------------- |
| 1    | GK     | 과테말라 | 니콜라스 하겐    |
| 2    | DF     |          | 마르셀로 에레라  |
| 10   | FW     | 우루과이 | 디에고 로시      |
| 18   | DF     |          | 말테 아문드센    |
| 19   | FW     |          | 제이슨 러셀 로우 |

| 번호 | 포지션 | 국적     | 이름                  |
| ---- | ------ | -------- | --------------------- |
| 41   | GK     | 벨라루스 | 스타니슬라브 라프케스 |
| -    | MF     |          | 아마르 세이디치       |

## 역대 감독
| 감독          | 임기      |
| ------------- | --------- |
| 지기 슈미트   | 2006      |
| 그레그 버홀터 | 2013~2018 |
| 윌프리드 낭시 | 2023~     |

## 홈경기장
| 경기장                                  | 사용기간      | 장소                | 팀명             | 비고                                   |
| --------------------------------------- | ------------- | ------------------- | ---------------- | -------------------------------------- |
| 오하이오 스타디움                       | 1996년~1998년 | 오하이오주 콜럼버스 | 콜럼버스 크루 SC | 빈칸                                   |
| 제시 오언스 메모리얼 스타디움           | 2005년        | 오하이오주 콜럼버스 | 콜럼버스 크루 SC | US 오픈컵때 사용했다.                  |
| 퍼스트 에너지 스타디움-클럽 카데트 필드 | 2014년        | 오하이오주 애크런   | 콜럼버스 크루 SC | US 오픈컵때 사용했다.                  |
| 마프레 스타디움                         | 1999년~2020년 | 오하이오주 콜럼버스 | 콜럼버스 크루 SC | 콜럼버스 크루 스타디움 (1999년~2015년) |
| 로우어닷컴 필드                         | 2021년~현재   | 오하이오주 콜럼버스 | 콜럼버스 크루 SC | 빈칸                                   |

## 유나이티드 사커 리그제휴팀
- 피츠버그 리버하운즈 (피츠버그, 펜실베이니아)